# Sister Interview Disc
 (février 2024).
Si vous disposez d'ouvrages ou d'articles de référence ou si vous connaissez des sites web de qualité traitant du thème abordé ici, merci de compléter l'article en donnant les références utiles à sa vérifiabilité et en les liant à la section « Notes et références ».
Sister Interview Disc est un disque promotionnel du groupe Sonic Youth, publié par Blast First en 1987. Il contient trois morceaux de l'album Sister et des interviews du groupe.

## Liste des morceaux
- 01. The Sister Concept (Interview)
- 02. Schizophrenia
- 03. Sonic Song Structure & Method (Interview)
- 04. The Forthcoming Vids (Interview)
- 05. Beauty Lies In The Eye
- 06. Da Noo Yark Scene (Interview)
- 07. Tuff Gnarl
- 08. Food Favorites (Interview)
- 09. Sonic Signoff (Interview)